# Nils Westergard
Nils Westergard (1992) is een Amerikaans-Belgische straatkunstenaar en maker van videoclips die afwisselend woont en werkt in Richmond te Virginia ("RVA"), Amsterdam en Gent.
Zijn sjablonen en muurschilderingen worden gekenmerkt door hyper- en surrealisme. Hij maakt hierbij vaak gebruik van complexe stencils en produceert videoclips van zijn werkzaamheden.

## Biografie
De in 1992 geboren Westergard groeide op in Washington. Daar begon hij in de buitenwijken als tiener met graffiti en kort daarop met stencils, met enige inspiratie opgedaan aan literatuur over Banksy en Shepard Fairey. Op zijn zestiende schilderde hij Kaleidoscoped, een werk dat de basis zou vormen voor zijn signatuur vlinder die in zijn latere werken terugkomt.
In 2010 verhuisde hij van Falls Church naar RVA, waar hij eerst een blauwe maandag schilderen studeerde voordat hij zijn studie wisselde naar film aan de Virginia Commonwealth University. In 2013 maakte hij kennis met de Australische straatkunst.
Toen hij in 2014 afstudeerde, richtte hij zich weer op zijn straatkunst en schilderwerk en toerde hij uitgebreid door Europa, en met name in België, waar hij zijn roots van moeders kant heeft.
Zijn hyperrealistische werk was in de loop van de tijd te vinden in de Verenigde Staten, Europa en Australië op straat en in galerijen. Geïnspireerd door het werk van zijn Belgische grootvader, Jos de Mey, die in de jaren 1960 een optisch illusionistische kunstenaar was, begon Westergards werk rond 2017 meer surrealistische portretten te bevatten.
Zijn stencils, hiphop-muziekvideo's en muurschilderingen raken aan onderwerpen als intimiteit, ego, macht en kwetsbaarheid. Westergards werk getuigt voorts van maatschappelijk betrokkenheid. Vrienden zijn naar eigen zeggen bijzonder belangrijk in zijn leven en dat vertaalt zich door hun verwerking in zijn werken.

## Oeuvre

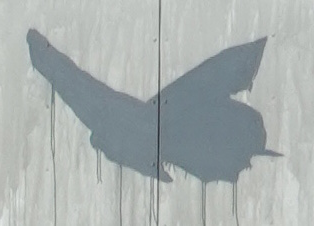
Westergards signatuur

Westergards werk wordt, behalve door het veelal hyper- en surrealistische gehalte, gekenmerkt door de vlinder. Dit logo is sinds 2009 zijn signatuur c.q. handelsmerk.

### Videoclips
- Wallflower (2014). Deze videoclip toont de stedelijke ruimte als het decor voor het lied van Inland Ocean: papieren silhouetten van dieren trekken door Richmond en interacteren met de omgeving en afval. De video laat zodoende 'de andere kant' van de grote stad zien.[9]
- Bob and the Mighty Wurlitzer (2021), over het complexe proces van hoe Westergard een serie schilderijen maakte over de orgelspeler Bob Gulledge en zijn 'machtige' orgel die hij in het Richmondse Byrd Theater bespeelt.[4]

### Muurschilderingen

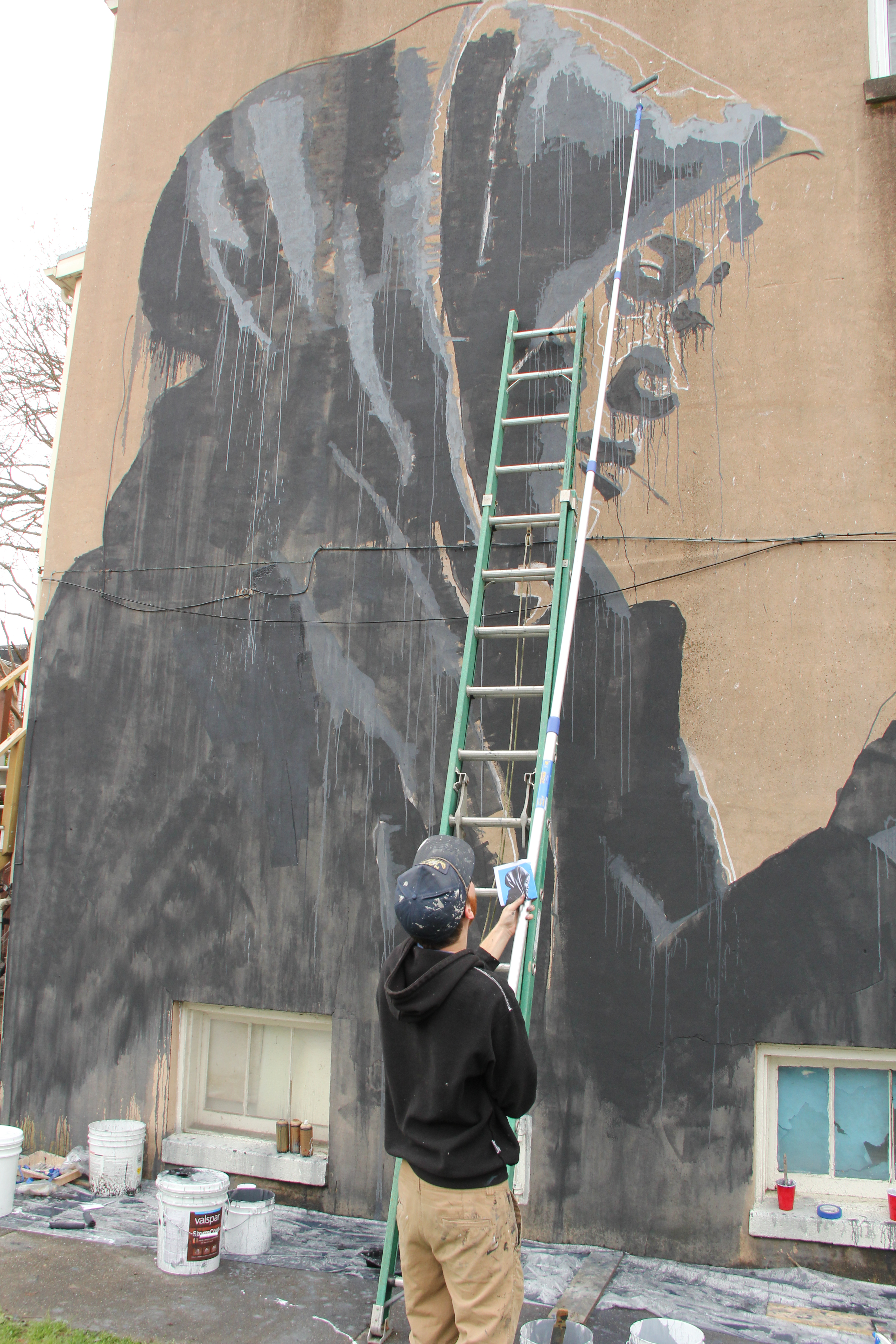
Westergard bezig met de muurschildering Girl with phone in Richmond (RVA)

- 2016: Muurschildering van meisje met mobiel, Richmond (Virginia).[10]
- 2016: Muurschildering Emanuel van Meterenstraat, Amsterdam.[11]
- 2019: Muurschildering in de Bülowstraße 94-95/Frobenstraße, Berlin-Schöneberg, Duitsland[12]
- 2019: Muurschildering op de buitenmuur van de Windsor Recreation Centre in Greensboro (Noord-Carolina, VS), een interpretatie van Jack Moebes' foto van de Greensboro Four die aan de lunchbar zitten toont.[13]
- 2021: Muurschildering van een schaap in wolfskleren in Rotterdam,[14][15] geïnspireerd op Save Yourself, een songtekst van Aesop Rock.[16]
- 2025: muurschildering Rokende schipper hoek Prins Hendrikkade, Nieuwe Foeliestraat, Amsterdam (geplaatst zonder toestemming van gemeente Amsterdam).

### Overig werk
- 2009: Kaleidoscoped, Westergards eerste zeefdruk, gemaakt op 16-jarige leeftijd, waarin de vlinder voorkomt dat daarna zijn signatuur c.q. handelsmerk werd.[8]
- 2015: Tilia Cordata, serie van de lindeboom (Tilia cordata) met het plattegrond van Amsterdam erin verwerkt.[7]
- 2021: Bob Gulledge and the Mighty Wurlitzer, een serie schilderijen van Bob Gulledge, een befaamde orgelspeler,  en de enorme orgel die hij in het Byrd Theater bespeelt.[4]

## Evenementen en tentoonstellingen

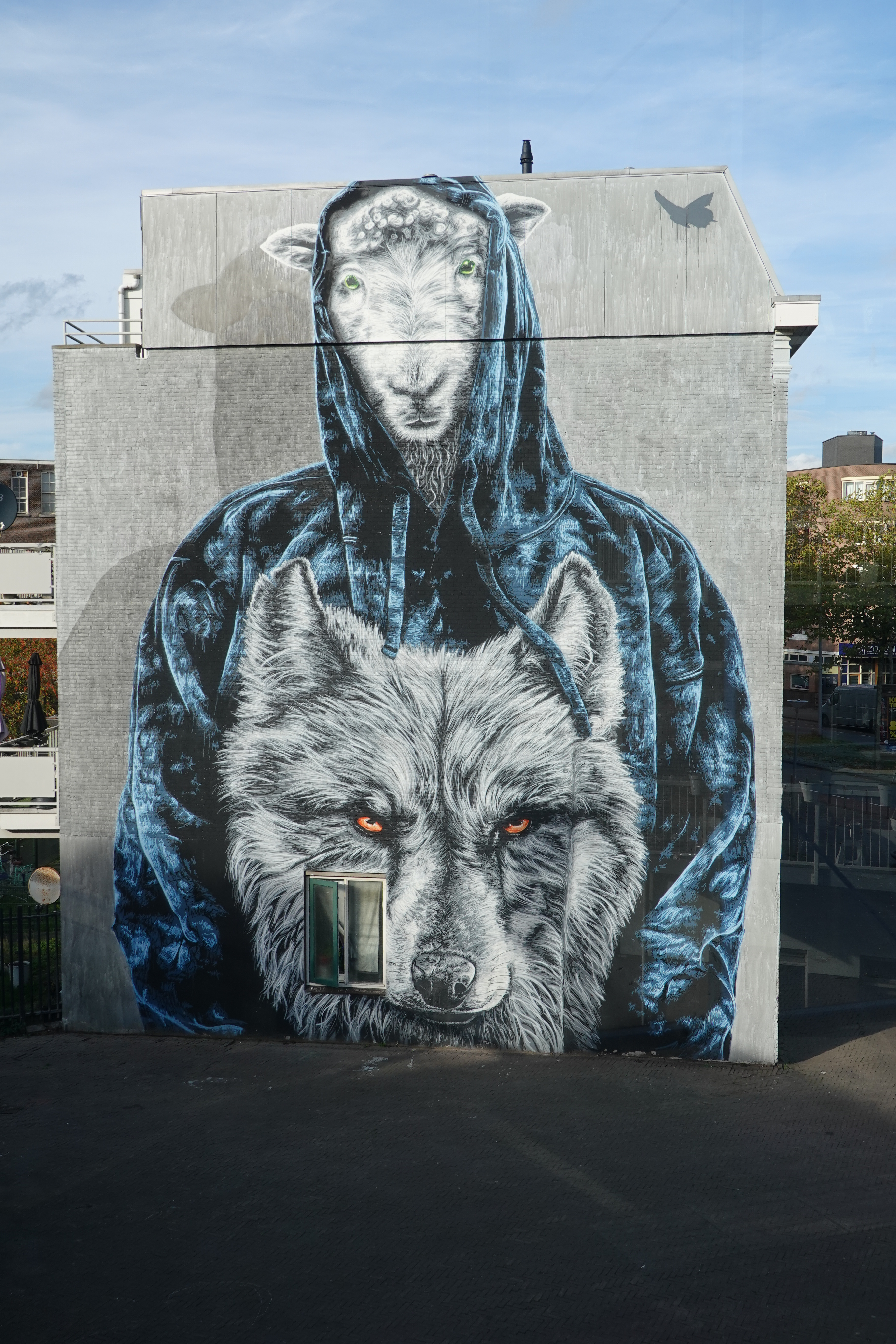
Schaap in wolfskleren, te zien vanaf station Rotterdam Zuid

### Evenementen
- Richmond Mural Project[17]
- Livin Streets Festival
- Sand, Sea & Spray
- Blackpool's Urban Art Festival
- Step In the Arena
- 2015: O+ Festival, San Francisco, waar hij eerst op doek en daarna een muurschildering van Kaiya maakte.[7]
- 2018: The Crystal Ship in Oostende, waar Westergard Julie met de rozen maakte in Rozenstraat, Moorsele.[18][19]
- 2019: Out In The Open, in Tårs, Denemarken, waar Westergard Birdman maakte. Deze  muurschildering vertelt het verhaal van een dakloze man, altijd met een duif op zijn schouder, die keer op keer een muurschildering passeerde waaraan Westergard in Californië werkte. De twee raakten aan de praat over de meest uiteenlopende zaken en de kunstenaar besloot aan hem een muurschildering op te dragen.[20]

### Tentoonstellingen
- Art Gallery Whino
- 2015: GraffitiStreet, Londen.[7] Hier maakte Westergard een variant van zijn Kaleidoscoped (2009).
- 2021: De Banksy au mur de Berlin[21]